# Strijkkwartet nr. 7 (Holmboe)
Vagn Holmboe voltooide zijn Strijkkwartet nr. 7 in 1965. 
Holmboe componeerde zijn zevende en achtste genummerde strijkkwarteten, vlak achter elkaar. Niet alleen qua opusnummers volgen ze elkaar op; ook in het oeuvre-overzicht hebben ze opeenvolgende nummers (Meta 224 en 225). Gramophone omschreef het werk als ongecompliceerd. Holmboe schreef het voor het Kopenhagen Kwartet. Met deze nummer zeven keerde Holmboe terug naar een driedelige opzet met indeling snel-snel-langzaam/snel. Deel 1 (Tempo giusto) begint opmerkelijk voor Holmboe met wisseling van tonaal en dissonantie. Er is een wisseling tussen invloeden van Béla Bartók en Carl Nielsen, componisten met een grote invloed op Holmboe. Bartók is met name terug te vinden in de polyritmiek. Dat laatste is ook terug te vinden in deel 2 (Allegro commodo). 5/8, 6/8 en 4/4 maatsoorten wisselen elkaar af, waarbij de musici ook nog snel moeten wisselen tussen strijken en pizzicato (plukken). Het derde deel begint traag (Adagio) om steeds ingewikkelder te worden en ook te versnellen tot aan een vivace. Daarna treedt een vertraging op naar Calmo om vervolgens te eindigen in het rappe presto. Genoemd kwartet gaf de première van het werk op 27 september 1965, drie maanden later voerden ze nummer 8 uit. 
Bij de uitgave voor Dacapo Records in 1997 werd vermeld dat de strijkkwartetten na die van Carl Nielsen gezien werden als belangrijke strijkkwartetten binnen de Deense klassieke muziek. Desalniettemin bleven die opnemen zeker tot 2020 de enige opnamen. 
Strijkkwartet nr. 1 · Strijkkwartet nr. 2 · Strijkkwartet nr. 3 · Strijkkwartet nr. 4 · Strijkkwartet nr. 5 · Strijkkwartet nr. 6 · Strijkkwartet nr. 7 · Strijkkwartet nr. 8 · Strijkkwartet nr. 9 · Strijkkwartet nr. 10 · Strijkkwartet nr. 11 · Strijkkwartet nr. 12 · Strijkkwartet nr. 13 · Strijkkwartet nr. 14 · Strijkkwartet nr. 15 · Strijkkwartet nr. 16 · Strijkkwartet nr. 17 · Strijkkwartet nr. 18 · Strijkkwartet nr. 19 · Strijkkwartet nr. 20
Ongenummerd: Sværm · Quartetto sereno